# Propaganda (communicatie)

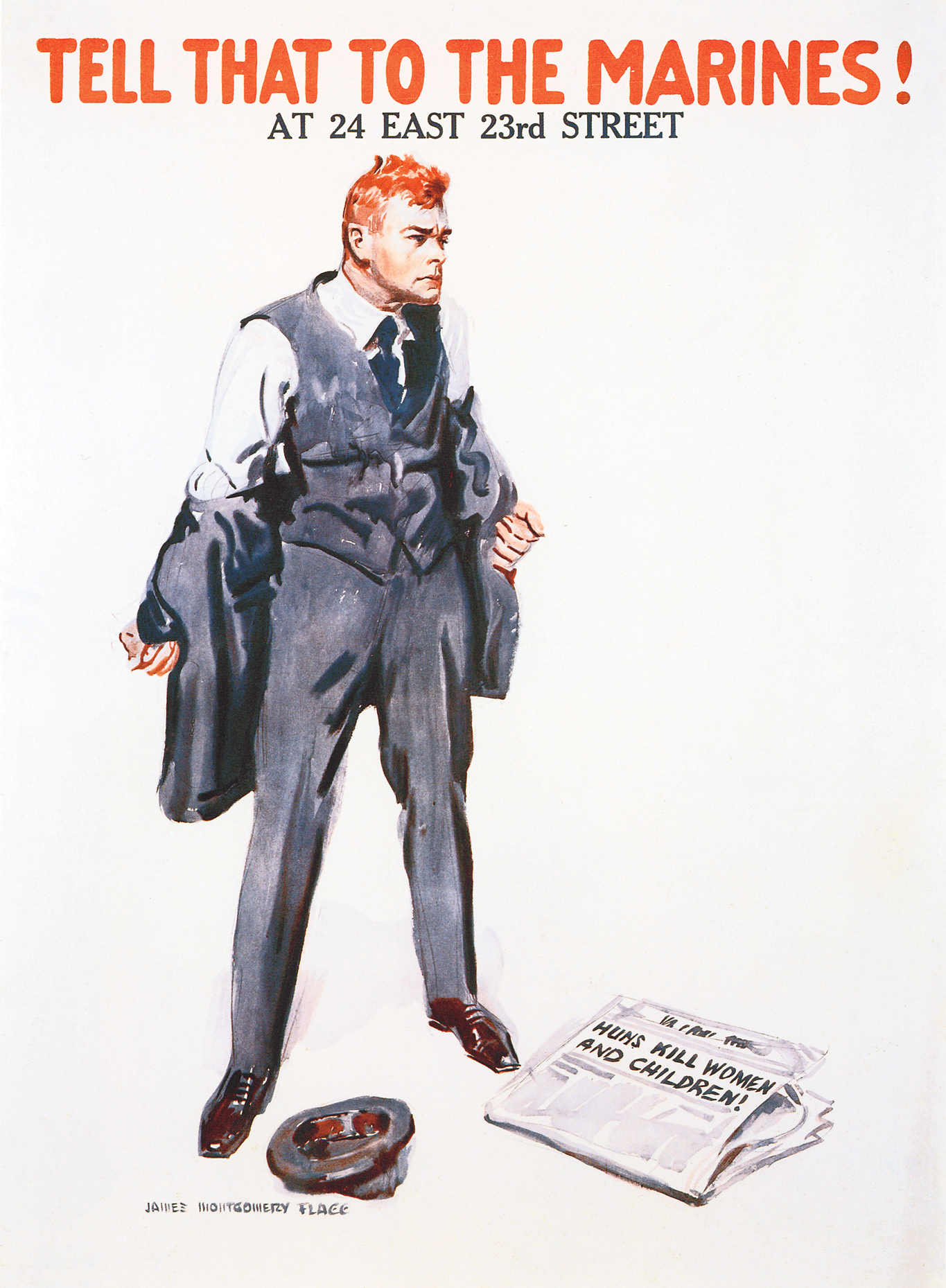
Amerikaanse WO-I-propaganda die de geesten rijp moest maken voor Amerikaanse oorlogsdeelname

Propaganda is een vorm van communicatie, waarbij door een belanghebbende partij wordt getracht aanhangers voor haar gedachtegoed te winnen. Door het bewust verspreiden van eenzijdige, selectieve of misleidende informatie, wordt geprobeerd de publieke opinie te bespelen.

## Etymologie
Het woord propaganda vindt zijn oorsprong in het Latijnse propagare, dat vermeerderen of voortplanten betekent. In deze context en vorm (gerundivum) kan het vertaald worden als 'hetgeen vermeerderd moet worden'. 'Propaganda' is voor het eerst gedocumenteerd in 'Congregatio de propaganda fide', de, in 1622 door de paus ingestelde, kerkelijke organisatie ter verbreiding van het geloof. Sinds de negentiende eeuw wordt het woord ook buiten een religieuze context gebruikt. 

## Negatieve klank
Het begrip propaganda kreeg in de 20e eeuw, met name in de jaren 1930 en 1940, voorafgaand aan, en tijdens de Tweede Wereldoorlog, een negatieve gevoelswaarde, vanwege het vanuit een politiek, totalitair systeem verstrekken van eenzijdige, onvolledige, verhullende of zelfs leugenachtige informatie, om zo de publieke opinie te bespelen.
In het Duitsland van de periode 1933 tot 1945 speelde nazipropaganda een grote rol. Joseph Goebbels, minister van openbare Voorlichting en Propaganda van het Derde Rijk, hield er het moreel van de Duitse burgerbevolking mee in stand, die te maken kreeg met bombardementen, verslechterende levensomstandigheden en, naarmate de oorlog vorderde, steeds slechter nieuws van het front. Propagandistische campagnes met een omvang zoals in nazi-Duitsland, maar ook van bijvoorbeeld de Sovjet-Unie onder Jozef Stalin, Noord-Korea en het Irak onder Saddam Hoessein, worden ook wel indoctrinatie genoemd. Ze komen vooral voor - en kunnen ongecorrigeerd blijven bestaan - in dictaturen zonder vrijheid van meningsuiting. Kenmerkend is daarbij het sterke belang van de zender, die zijn eigen wensen probeert te realiseren zonder rekening te willen houden met het belang van de ontvanger. 

### Reclame
Propaganda en reclame hebben veel gemeen. Ook reclame gebruikt verhullende en of onware argumenten om een boodschap te verbreiden. Het verschil is dat reclame meestal voor commerciële doeleinden wordt gebruikt en het vaak herkenbaar is als reclame, terwijl propaganda niet altijd als propaganda herkenbaar is.

## Plaats en tijd
Een Duits gezegde luidt: Standort macht Standpunkt, wat zoveel betekent als een mening wordt gevormd door de plaats waar men zich bevindt. Met andere woorden, wat de een propaganda vindt, is voor de ander de waarheid. In conflictsituaties beschuldigen beide partijen elkaar dikwijls wederzijds, en terecht, van propaganda. In de oorlogen tegen Slobodan Milošević en Saddam Hoessein, werden beide leiders in de westerse media afgeschilderd als "erger dan Adolf Hitler". In Servië en Irak werd dit afgedaan als propaganda, terwijl in het westen de indruk bestond van twee gevaarlijke figuren, die de wereldvrede bedreigden.

## Propagandatechnieken

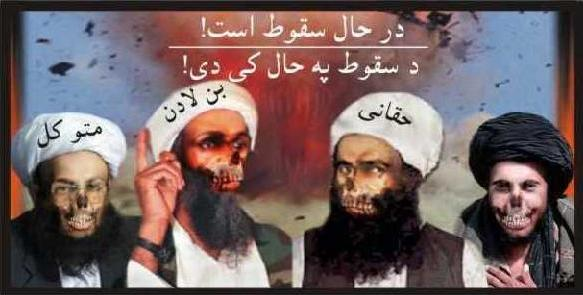
Informatiepamflet gebruikt door het Amerikaanse leger tijdens de oorlog in Afghanistan

Victor Klemperer heeft propagandatechnieken van de nazi's  ontleed in zijn boek LTI – Notizbuch eines Philologen. Sindsdien zijn er veel nieuwe propagandavormen bijgekomen:
- Eerlijk

De eenvoudigste vorm van propaganda: een eerlijk debat, waarbij de eigen meningsvorming aan het publiek wordt overgelaten.
Voorbeeld: twee politieke tegenstanders gebruiken in een publiek debat eerlijke argumenten om elkaar op andere politieke gedachten te brengen.
- Stijlvol

Voorbeelden zijn politici die hun spreekstijl bijschaven, hun uiterlijk veranderen of zorgen dat ze gezien worden op stijlvolle locaties om hun aantrekkingskracht te vergroten.
- Trucs

Bepaalde trucs kunnen andermans impact verzwakken, bijvoorbeeld het verspreiden van een gerucht. Zo stapte in 2002 de 58-jarige Duitse bondskanselier Gerhard Schröder naar de rechter, om een eind te maken aan het gerucht dat hij zijn haar verfde – het gerucht maakte hem belachelijk.
- Misleiding

Mensen misleiden om ze zo met een bepaald idee te laten instemmen. Bijvoorbeeld valse propaganda in oorlogstijd, of in samenlevingen zonder vrije media die de leugen zouden kunnen ontdekken en onthullen.
Vijandelijke troepen ervan overtuigen dat ze dichter bij een nederlaag zijn dan ze in werkelijkheid zijn.
- Herhaling

Boodschappen telkens herhalen, waardoor het publiek deze op den duur voor waar aanneemt.
- Grote leugens

Soms worden grote leugens eerder geloofd dan kleine, met name als de auteur van een leugen niet in staat wordt geacht een dergelijke, grote leugen te verkondigen.
- Naamgevingen

Een slechte naam zodanig koppelen aan hetgeen men wil 'zwart maken', dat het al gediscrimineerd wordt voor het geanalyseerd kan worden. Het publiek legt automatisch de link met het slechte aspect, voordat men in staat is rationeel na te denken.
Voorbeelden van afkeurende aanduidingen:
- ketter
- terrorist
- fundamentalist
- fascist
- populist
- woekerpolis
- egoïst
- sekteleider
- proleet

Bewust gebruik van adjectieven met een negatieve connotatie. Zo hebben "extreem" en "ingrijpend" een vergelijkbare betekenis, maar heeft extreem een veel negatievere connotatie.
Ook woorden als "dubieuze" of "vermeende" kunnen het onderwerp verdacht maken.

### Beladen begrippen

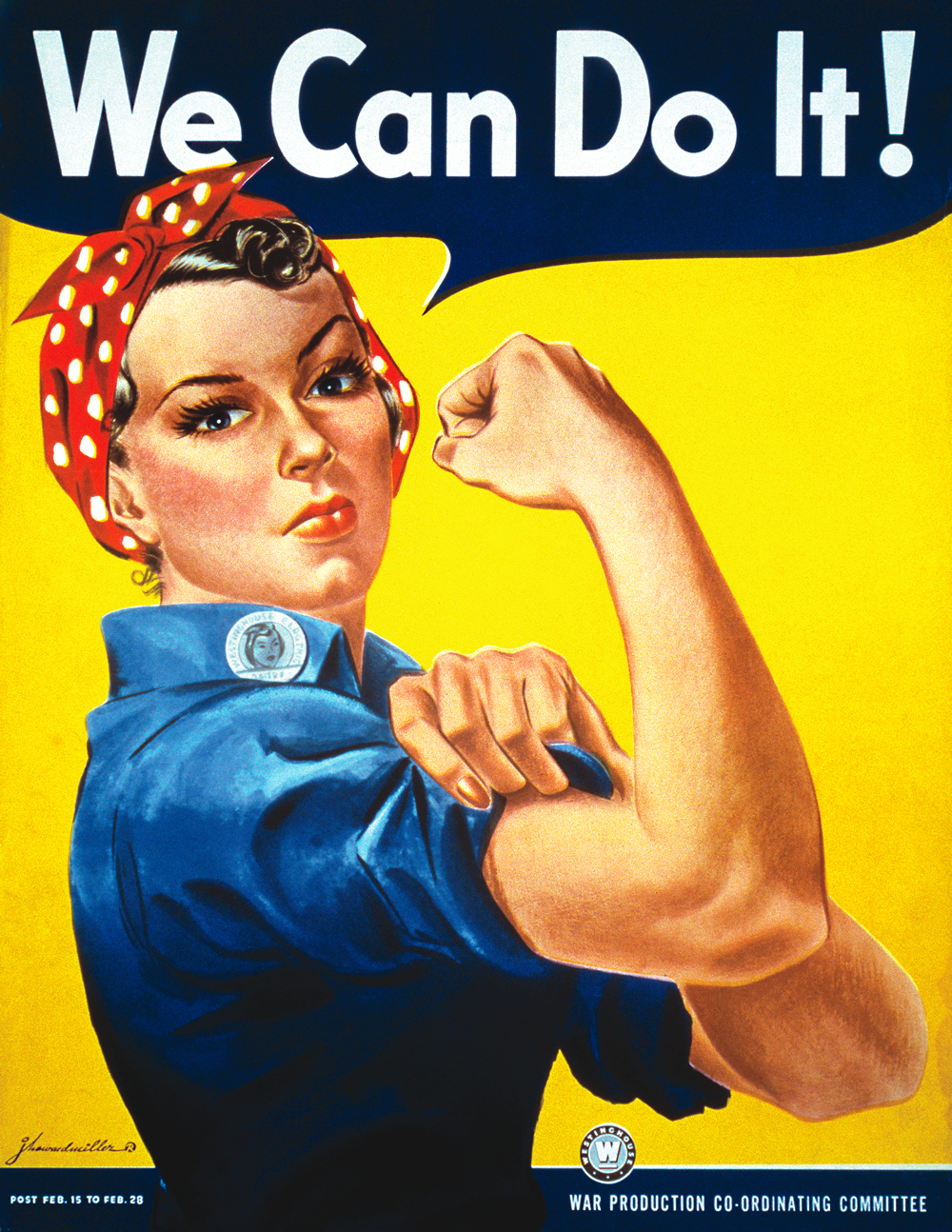
We Can Do It! Een Amerikaanse propagandaposter uit de Tweede Wereldoorlog (1943)

Ieder individu heeft zijn eigen ideeën bij een bepaald begrip, interpreteert het anders dan anderen. Dit gebeurt vooral wanneer beloften niet duidelijk worden gedefinieerd, maar slechts met een paar grote woorden beschreven worden.
Enkele voorbeelden:
- normen en waarden
- tolerantie
- democratie

### Eufemismen
Een boodschap positiever verpakken dan dat deze in werkelijkheid is. Soms door simpelweg het bijvoeglijk naamwoord 'positief' er voor te zetten, waardoor het wel positief moet zijn. Verder kan bijvoorbeeld 'Ministerie van Defensie' een eufemisme zijn voor een ministerie dat gericht is op 'offensie'.

De Amerikaanse propagandaposter When you ride alone, you ride with Hitler (1943) die het autodelen aanmoedigd

### Framing
Door bijvoorbeeld te stellen dat men iets wel of niet moet doen, omdat men anders asociaal of onmenselijk zou zijn. Niemand wil zo te boek staan, dus doet men het sociaal wenselijk geachte.

### Overdragingen
Een instituut met autoriteit, of een begrip dat respect afdwingt, wordt gebruikt om het beoogde publiek een positief of negatief oordeel te doen vellen. Deze techniek wordt steevast in reclame toegepast: "laboratorium X heeft dit product getest en goedgekeurd". Minder concreet kunnen ook God, de kerk in het algemeen of de staat als autoriteit gebruikt worden.

### Symbolen
Symbolen worden vaak gebruikt bij overdragingen. Ze roepen, afhankelijk van het symbool, bepaalde sterke emoties op bij veel mensen, waar door de propaganda wordt op ingespeeld.
Voorbeelden:
- nationale vlag
- swastika
- Uncle Sam
- christelijk kruis
- zwaard van een krijger

In Cuba staan bijvoorbeeld anti-Amerikaanse propagandaborden, met daarop afgebeeld een swastika (hakenkruis) .
Ook combinaties zijn mogelijk, zoals het christelijk kruis met het zwaard van een krijger: de kerk keurt oorlog goed en de krijger verdedigt deze.
Kleuren spelen bij propaganda een belangrijke rol; ze beïnvloeden de menselijke gemoedstoestand en roepen emoties op. Sterkere kleuren geven krachtigere emoties, terwijl rustgevende kleuren verzachtend werken.

### Getuigenissen
De goedkeuring van een bekende persoonlijkheid gebruiken om te overtuigen. Voorbeeld:
- Amerikaanse presidentsverkiezingen van 1992: Barbra Streisand steunt Bill Clinton terwijl Arnold Schwarzenegger achter George Bush staat.

### De gewone burger
Zich voordoen als iemand van het gewone volk, met dezelfde zorgen en opinies, staand tegenover een onzichtbare culturele elite. Bijvoorbeeld het in verkiezingspropaganda voorstellen van concurrerende politici als wereldvreemde, elitaire wijsneuzen die niet weten wat er op straat leeft. "Als je op mij stemt komt er iemand aan de macht die net als jullie is, iemand met dezelfde verzuchtingen en problemen. Met mij wordt het anders…". Voorbeeld:
- Op een verkiezingstournee in juli 1992, werden de Clintons en senator en Mrs. Al Gore gefotografeerd in vrijetijdskleding, zittend op een baal hooi en wat pratend met boeren vlak bij Utica, Ohio. The New York Times plaatste deze foto op de voorpagina met de titel "Just Folks."

### Bangmakerij
De andere partij afschilderen als boeman, waarbij als die de macht in handen krijgt, er oorlog uitbreekt of de wereld vergaat.

### Cameratechnieken
Bijvoorbeeld het sterk inzoomen op het gezicht van een opponent, of het langzaam afspelen daarvan, wat onbewust angst opwekt. Of knippen in een opname met als doel het negatiever te laten lijken.

### Afkorten van namen
De achternaam van een opponent afkorten tot een letter, waardoor het een misdadiger lijkt.

### Groepsdruk
Mensen motiveren om mee te doen omdat 'iedereen het doet'; appelleren aan een diep menselijk verlangen. Dit concept verklaart ook bijvoorbeeld het verschijnsel mode.

### Omgekeerde propaganda
Zo is er eens een centrale-bankwet aangenomen in de VS door stelselmatig in kranten te verkondigen dat de individuele banken dit absoluut niet zagen zitten, wat een leugen was. De bevolking had er toen juist wel vertrouwen in.

## Monopolistisch versus dialogisch

Amerikaanse propagandaposter om soldaten te werven (1916-1917)

Voorbeelden van monopolistische propaganda zijn politieke en oorlogspropaganda: het verspreiden van ideeën en overtuigingen door machthebbers en totalitaire heersers, via alle mogelijke communicatiemiddelen, met als doel het publiek te winnen voor hun ideeën en overtuigingen. Propaganda wordt dan gebruikt als instrument om mensen te manipuleren en onder druk te zetten (oorlogspropaganda). Deze vorm van propaganda, tijdens de twee wereldoorlogen en daarna, vormt de historische oorsprong van het huidige slechte imago van propaganda als communicatievorm.
- Dialogische propaganda staat voor een open en vrije keuze door de ontvanger. Op een neutrale, menselijke, wijze wordt getracht anderen 'te bekeren' tot gedachten en idealen, op het terrein van politiek, godsdienst, opvoeding en, in de reclame, van consumptie. Er wordt geïnformeerd en beeldvorming geschapen door (non-)profitinstellingen.

## Soorten propaganda

### Push- en pullpropaganda
Pushpropaganda verspreidt zich unilateraal, als eenrichtingsverkeer, vanuit de informatiebron richting de doelgroep. 
De ontvanger heeft geen invloed op de hem toegespeelde informatie. Er is sprake van pullpropaganda, als de burger er bewust voor kiest om doelgroepgerichte 'propaganda' tot zich te nemen.

### Witte/zwarte propaganda
Bij 'witte' propaganda is duidelijk wie de bron is, en de afzender probeert dat ook niet te verbergen. 'Zwarte' propaganda daarentegen probeert zijn bron te verbergen en kan zelfs proberen de ontvanger ervan te overtuigen van een andere partij te zijn.

### Grijze propaganda
Grijze propaganda kan de inhoud of de zender betreffen
- inhoud: een combinatie van leugen en waarheid. Bijvoorbeeld een betrouwbare bron plus een leugen. Men noemt dit ook wel het "witwassen van verhalen" of "laundrying".

- bron (definitie volgens de US DOD, officieel Amerikaans woordenboek van militaire termen): propaganda die niet specifiek een bron aanhaalt

#### Doel en gevolg van inhoudelijke, grijze propaganda
Inhoudelijke grijze propaganda heeft de volgende mogelijke effecten: 
- Direct effect (om verwarring te stichten):
  - De leugen kan worden versterkt door de ware component, en zo aan geloofwaardigheid winnen.
  - vermenging van waarheden en (te) opzichtige leugens, bijvoorbeeld door een nationale overheid, kan negatief uitpakken voor diens geloofwaardigheid.
- Op termijn (om de waarheid te verdoezelen of ongeloofwaardig te maken):
  - Om bepaalde informatie geheim te houden, kan men deze koppelen aan onjuiste informatie. De geheim te houden informatie wordt door het publiek daarom niet meer serieus genomen. Het verspreide verhaal (de combinatie waarheid en onwaarheid) zal beklijven, en worden bestempeld als broodjeaapverhaal.

#### Omgekeerd
Andersom kan bepaalde (juiste) informatie worden bestempeld als grijze propaganda, om zo de correcte informatie en vooral de informatieleverancier, in diskrediet te brengen. Soms is dit moeilijk te ontkrachten, omdat bijvoorbeeld de bewijzen voor de als grijze propaganda bestempelde informatie, staatsgeheim zijn.

## Voorbeelden van propaganda
- Herhaling van slogans, woorden en zinnen.
- Verkiezingscampagnes.
- Embedded journalism: journalisten krijgen toegang tot militaire operaties, mits ze gunstig over het leger/de oorlog schrijven.
- Gebruik van Bijbelse symbolen als de vredesduif en de regenboog.
- Het versterken van antisemitische sentimenten door de nazi's.
- De Sovjetregering vervalste foto’s om Leon Trotski, een populaire tegenstander van Sovjetleider Stalin, onmogelijk te maken, en zo makkelijker te kunnen verwijderen.
- De Sovjet-overheid creëerde rolmodellen, die aan het Sovjet-volk ten voorbeeld werden gesteld als ideaalburgers. Bekende voorbeelden waren Aleksej Stachanov en Pavlik Morozov.
- Gezondheidscampagnes door de overheid. In de jaren 1980 gebruikte een Britse overheidscampagne tegen aids een grafsteen, samen met de slagzin ‘Sterf niet aan onwetendheid’, als symbool voor de dodelijke ziekte.[4]
- Politici die zich laten fotograferen met kinderen. Burgers die een mannelijke politieke leider zo zien, zullen hem eerder als ‘vaderfiguur’ accepteren.
- De Tsjechische overheid symboliseerde met het beeld van een zwaar beschadigde auto, verbonden met een kurkentrekker, wat rijden onder invloed kan veroorzaken.
- 'Experts' in witte doktersjassen in reclameboodschappen, die de indruk van wetenschappelijke betrouwbaarheid moeten wekken.
- Schokkende beelden om de gevolgen van het broeikaseffect aan te tonen; bijvoorbeeld het natuurlijke afkalven van de Perito Morenogletsjer, of ijsberen die te pletter vallen.[5]
- Het tonen van oorlogsslachtoffers als teken van overwinning.
- Het tonen van executies bijvoorbeeld door moslimfundamentalisten als ISIS en Al Qaida, om angst in te boezemen.

## Nederland
In 2017 werd in de Nederlandse krijgsmacht de Counter Hybrid Unit in het leven geroepen, om de hybride dreigingen te onderzoeken, waarmee „de vijand bijvoorbeeld politieke processen beïnvloedt [...] en nepnieuws verspreidt.” Daartegen zou een gerichte contra-propagandacampagne vanuit de Nederlandse overheid tot de mogelijkheden behoren. In dit verband werd gewezen op de vermoedelijke pogingen van, met Rusland verbonden, trollengroepen die probeerden de berichtgeving in de media over de MH17 te beïnvloeden. 